# EMR3
شبه گیرندهٔ ۳ هورمون شبه موسینی ماژول‌دار شبه فاکتور رشد اپیدرمی (انگلیسی: EGF-like module-containing mucin-like hormone receptor-like 3) یک پروتئین است که در انسان توسط ژن «ADGRE3» کُدگذاری می‌شود.
این گیرنده یکی از اعضای خانوادهٔ بزرگ «گیرنده‌های جفت‌شونده با پروتئین جی، ویژهٔ چسبندگی» است.
این گیرنده فقط در مونوسیت‌ها، ماکروفاژها سلول‌های دندریتیک میلوئیدی و گرانولوسیت‌های بالغ انسان بیان می‌شود و در تعامل میلوئید-میلوئید در جریان التهاب و پاسخ ایمنی نقش دارند.
لیگاند احتمالی این گیرنده بر روی نوتروفیل‌های فعال‌شده و ماکروفاژها قرار دارد.